# Barbara Windsor

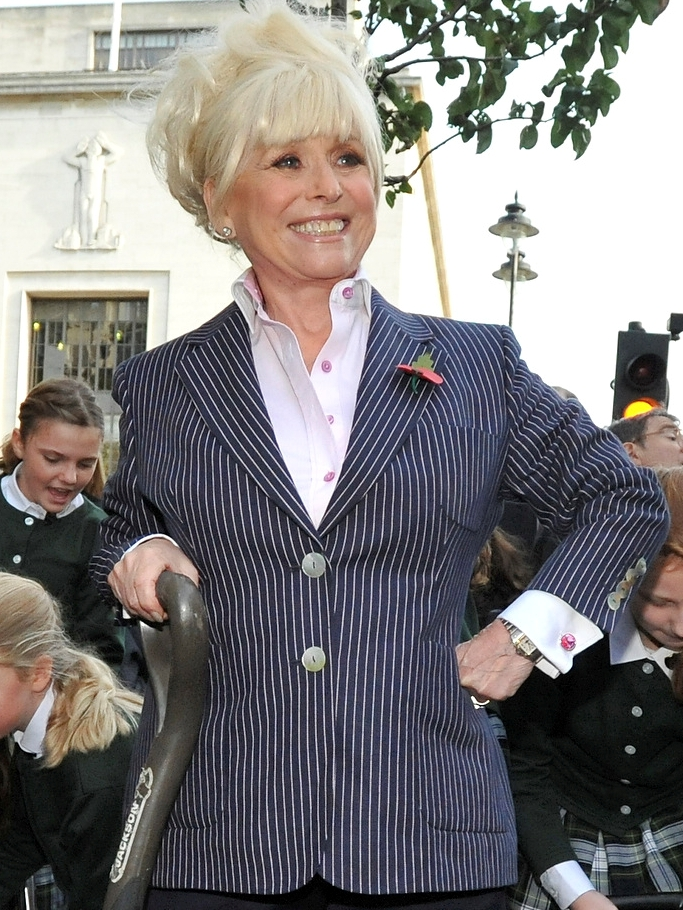
Barbara Windsor am 4. November 2010

Dame Barbara „Babs“ Windsor, DBE (* 6. August 1937 in Shoreditch, London als Barbara Ann Deeks; † 10. Dezember 2020 in London) war eine britische Schauspielerin.

## Leben
Windsor war das einzige Kind des Obst- und Gemüsehändlers John Henry James Deeks (1914–2004) und dessen Frau Rose Alexandra (geb. Ellis; 1912–1981), einer Schneiderin, die 1936 in Shoreditch im Nordosten Londons geheiratet hatten. Die Eltern ließen sich später scheiden und heirateten beide erneut. Ihre erste Filmrolle hatte Windsor in der Schulkomödie Die Schönen von St. Trinians (1954).
Der breiten Öffentlichkeit im deutschsprachigen Raum wurde Windsor durch die Mitwirkung in neun Carry-On-Filmen zwischen 1964 und 1974 bekannt. Ihr erster Film in der Reihe war Ist ja irre – Agenten auf dem Pulverfaß und ihr letzter Mach’ weiter, Dick!. Sie spielte auch am Broadway in dem Stück Oh! What a Lovely War eine Hauptrolle und erhielt 1968 eine Tony-Award-Nominierung für die beste Schauspielerin in einem Musical. In den 1960er und 1970er Jahren galt die platinblonde, kurvige Darstellerin mit der hohen Stimme und dem proletarischen Cockney-Akzent als eines von Großbritanniens größten Sexsymbolen. Das Image der naiven Blonden in Komödien überschien etwas, dass sie auch in ernsten Rollen überzeugen konnte. So erhielt sie eine BAFTA-Nominierung als beste britische Schauspielerin für ihren Auftritt als alleinerziehende Mutter in Joan Littlewoods Kitchen-Sink-Drama Sparrows Can’t Sing (1963).
1994 wurde Windsor die Rolle der Peggy Mitchell in der populären BBC-Serie EastEnders angeboten, die sie anschließend insgesamt 22 Jahre spielte und die Figur zu einem der bekanntesten Charaktere der Seifenoper machte. Nach einem Fall von Entkräftung war sie für zwei Jahre von 2003 bis 2005 nicht auf dem Bildschirm zu sehen, kehrte dann aber zurück und füllte die Rolle bis 2010 regelmäßig aus. Ab 2010 verkörperte sie die Figur noch mehrfach in unregelmäßigen Abständen, bis die Peggy Mitchell im Jahr 2016 den Serientod starb.
Windsor wurde 1999 von der britischen Regierung als Mitglied des „Order of the British Empire“ ausgezeichnet. Sie war von 1964 bis 1985 mit Ronnie Knight und von 1986 bis 1995 mit Stephen Hollings verheiratet. Während ihrer ersten Ehe hatte sie eine Affäre mit Sidney James. Seit 2000 war sie mit Scott Mitchell verheiratet. In den 1960er Jahren war sie außerdem mit Reggie Kray zusammen. In ihrer Autobiographie, All of Me, sprach Windsor offen über ihre fünf Abtreibungen (die erste im Alter von 21, die letzte im Alter von 42). Ihrer Affäre mit ihrem Carry-On-Kollegen Sidney James wurde im Jahre 2000 der Fernsehfilm Cor Blimey! gewidmet, in dem sie von Samantha Spiro verkörpert wurde. Im Fernsehfilm Kenneth Williams: Fantabulosa!, der Filmbiografie von Kenneth Williams, wird sie von Rachel Clarke gespielt.
Im Jahr 2018 wurde öffentlich, dass bei Windsor bereits im April 2014 Alzheimer diagnostiziert worden war. Windsor starb im Dezember 2020 im Alter von 83 Jahren in einem Pflegeheim in London.

## Filmografie (Auswahl)

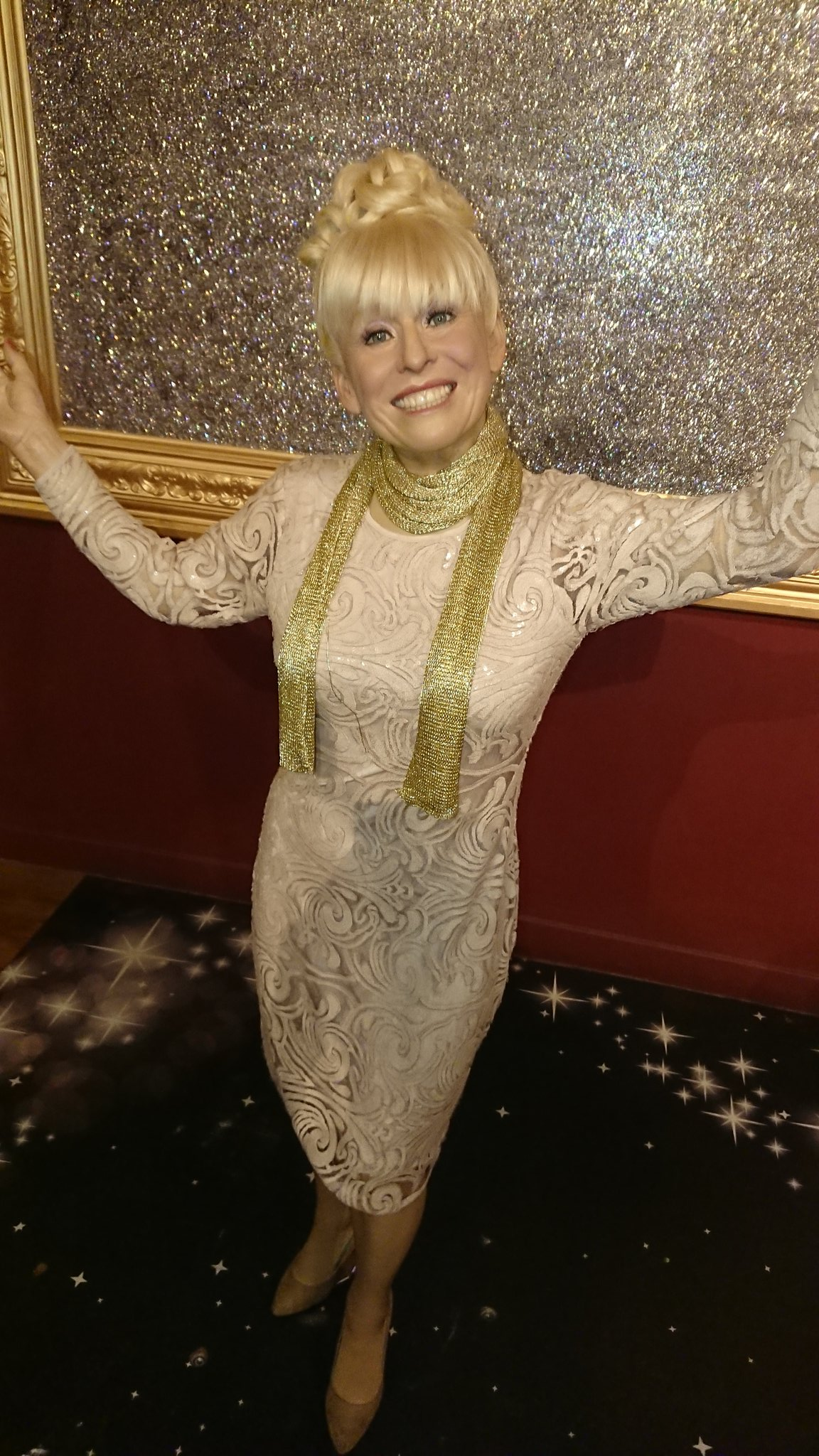
Barbara Windsor als Wachsfigur (2018)

- 1954: Die Schönen von St. Trinians (The Belles of St. Trinian’s)
- 1955: Voller Wunder ist das Leben (A Kid for Two Farthings)
- 1960: Zu heiß zum Anfassen (Too Hot to Handle)
- 1961: Das Schlitzohr (On the Fiddle)
- 1961–1963: The Rag Trade (Fernsehserie, 23 Folgen)
- 1962: Death Trap
- 1963: Sparrows Can’t Sing
- 1964: Ist ja irre – Agenten auf dem Pulverfaß (Carry On spying)
- 1965: Sherlock Holmes’ größter Fall (A Study in Terror)
- 1967: Das total verrückte Krankenhaus (Carry On Doctor)
- 1968: Tschitti Tschitti Bäng Bäng (Chitty Chitty Bang Bang)
- 1969: Das total verrückte Campingparadies (Carry On Camping)
- 1969: Das total verrückte Irrenhaus (Carry On Again Doctor)
- 1971: Heinrichs Bettgeschichten oder Wie der Knoblauch nach England kam (Carry On Henry)
- 1971: Boyfriend (Ihr Liebhaber) (The Boy Friend)
- 1972: Die total verrückte Oberschwester (Carry On Matron)
- 1972: Ein total verrückter Urlaub (Carry On Abroad)
- 1973: Nicht jetzt, Liebling (Not Now Darling)
- 1973: Mißwahl auf Englisch (Carry On Girls)
- 1974: Mach’ weiter, Dick! (Carry On Dick)
- 1975: Carry On Laughing! (Fernsehserie, acht Folgen)
- 1980: Die Vogelscheuche (Worzel Gummidge; Fernsehserie, vier Folgen)
- 1986: Rebellion der Rechtlosen (Comrades)
- 1987: Pet Shop Boys – Der Film (It Couldn’t Happen Here)
- 1992: Das zweite Gesicht (Double Vision; Fernsehfilm)
- 1994–2016: EastEnders (Fernsehserie, 1.562 Folgen)
- 2006: Doctor Who (Fernsehserie, Folge Army of Ghosts)
- 2010: Alice im Wunderland (Alice in Wonderland) (Stimme)
- 2011: Come Fly with Me (Fernsehserie, eine Folge)
- 2016: Alice im Wunderland: Hinter den Spiegeln (Alice Through the Looking Glass) (Stimme)
- 2017: Babs (Fernsehfilm)